# موریس مولتاپ
موریس مولتاپ (انگلیسی: Maurice Multhaup؛ زادهٔ ۱۵ دسامبر ۱۹۹۶) بازیکن فوتبال اهل آلمان است.
از باشگاه‌هایی که در آن بازی کرده‌است می‌توان به باشگاه فوتبال اینگولشتات ۰۴ و باشگاه فوتبال شالکه ۰۴ اشاره کرد.
وی همچنین در تیم ملی فوتبال جوانان آلمان بازی کرده‌است.